# Eine Hand wäscht die Andere
Eine Hand wäscht die Andere – trzeci solowy album niemieckiego rapera Sido, wydany w 2007 roku. Płyta jest podsumowaniem wybranych najlepszych featuringów artysty. Oprócz ludzi z Aggro Berlin można usłyszeć m.in. Olij Banjo, Bass Sultan Hengzt, Khia oraz polskiego rapera Donguralesko.

## Lista utworów
1. Verrückt wie krass feat. Fler
2. Sureshot feat. Tomcraft & Tai Jason
3. Rodeo feat. Pete Fox
4. Geblendet vom Licht feat. Shizoe
5. Ein Teil von Mir feat. Seryoga & B-Tight
6. Das Eine feat. Kitty Kat
7. Königsklasse (Album Wersja) feat. Olli Banjo
8. So bin ich feat. Bass Sultan Hengzt
9. Ostwest feat. Joe Rilla
10. A.i.d.S. 2007 feat. B-Tight
11. Ruff Sex Part 1 feat. DLR ,George Clinton & Belita Woods
12. Te Typy feat. Donguralesko
13. Badesong feat. Khia
14. DrogaSexGwaltRap Part 2 feat. Gimma
15. Fat Gold Chain feat. Peter Gunz, Lord Tariq, Cori Gunz, Rain
16. Mama ist stolz feat. Brainless Wankers & Shizoe
17. Wenn es einen Gott gibt Celina feat. Celina
18. So So feat. Shizoe
19. Samba feat. B-Tight
20. Abtörn Girl Fler feat. & Harris